# 柴田治三郎
柴田 治三郎（しばた じさぶろう、1909年2月17日 - 1998年7月27日）は、日本の文学研究者、ドイツ文学者、東北大学名誉教授。

## 経歴
1909年、青森県青森市生まれ。東北帝国大学法文学部ドイツ文学科を卒業。卒業後は母校である東北帝国大学助教授となった。後に東北大学文学部教授。1972年に東北大学を定年退官し、名誉教授となった。

## 研究内容・業績
- ドイツ語に長け、レーヴィット[1]、モーツァルト、ブルクハルトなどを翻訳した。
- 東北大学史料館に「柴田治三郎文書」として小宮豊隆・河野與一らと交わした書簡、カール・レーヴィット関係の文書が保存・公開されている[2]。

## その他
- Amazon.Co.Jpにおいて、柴田治三郎の翻訳担当した著である『モーツァルトの手紙」（上下）について、「柴田錬三郎の著書」と間違われており、「この著者の人気タイトル」にも、柴田錬三郎の著書が表示されている[3]。

## 著作

### 著書
- 『モーツァルト 運命と闘った永遠の天才』岩波ジュニア新書 1983

### 翻訳
- フゥケー『水妖記 ウンディーネ』岩波文庫 1938、改版1978
- オイゲン・ヘリゲル『日本の弓術』岩波書店 1941、岩波文庫（改訳）1982
- カール・レヴィット『ヨーロッパのニヒリズム』筑摩書房 1948、改版1974
- アレクセイ・トルストイ『ドン・ジュアン 劇詩』要書房 1949、岩波文庫 1951 復刊1994
- カール・レヴィット『ウェーバーとマルクス』脇圭平・安藤英治共訳、弘文堂・アテネ新書 1949、未來社 1966
- カール・レヴィット『実存主義の哲学的背景 ハイデッガーとパスカル』弘文堂 1950、未來社 1967
- ラーゲルレーヴ『巴旦杏の花咲く頃』みすず書房 1950
- カール・レヴィット『ヘーゲル・マルクス・キェルケゴール』要書房 1951、未來社 1967
- カール・レヴィット『ヘーゲルからニーチェへ－十九世紀の思想における革命的決裂』岩波書店（Ⅰ・Ⅱ） 1952、新版1992
- ツルゲーネフ『ハムレットとドン キホーテ 他二篇』河野与一共訳 岩波文庫 1955
- カール・レヴィット『世界と世界史』岩波書店 1959、新版2006
- ビュルガー『空想男爵の冒険』少年少女世界文学全集 講談社 1960
- カール・レーヴィット『ニーチェの哲学』岩波書店 1960。のちオンデマンド版
- ヴィルヘルム・ディルタイ『体験と創作』小牧健夫共訳 岩波文庫（上・下） 1961、復刊1983・2016ほか
- ヤーコプ・ブルクハルト『イタリア・ルネサンスの文化』世界の名著45・中央公論社 1966
  - 中公文庫（上・下） 1974、中公クラシックス（Ⅰ・Ⅱ） 2002
- ボンゼルス『みつばちマーヤの冒険』旺文社ジュニア図書館 1968
- アミーチス『クオーレ 愛の学校』旺文社文庫 1971
- カール・レーヴィット『神と人間と世界 デカルトからニーチェまでの形而上学における』岩波書店 1973
- 『モーツァルトの手紙 その生涯のロマン』岩波文庫（上・下） 1980、岩波クラシックス 1983
- フォルケル『バッハの生涯と芸術』岩波文庫 1988